# James Cumming
Pour les articles homonymes, voir Cumming.
James Cumming est un chimiste britannique, né le 24 octobre 1777 à Piccadilly et mort le 19 novembre 1861 à North Runcton.

## Biographie
Après son Bachelor of Arts, il étudie au Trinity College de Cambridge jusqu’en 1801. Il devient membre de l’université de Cambridge en 1803 et est professeur de chimie de 1815 à 1860. Cumming devient membre de la Royal Society en 1816 et préside la société philosophique de Cambridge. Il est notamment l’auteur d’A Manuel of Electro-Dynamics et s’intéresse principalement aux phénomènes électriques.
Indépendamment de Johann Salomo Christof Sweigger (1779 † 1857) et Johann Christian Poggendorff (1796 † 1877) en Allemagne, il a créé plusieurs instruments parmi les premiers réagissant aux champs magnétiques généré par un courant électrique. Il en décrit en avril et en mai 1821 à la Cambridge Philosophical Society.